# بیل اپل یارد
بیل اپل یارد (انگلیسی: Bill Appleyard; ۱۶ نوامبر ۱۸۷۸ – ۱۴ ژانویهٔ ۱۹۵۸) بازیکن فوتبال اهل بریتانیا بود.
از باشگاه‌هایی که در آن بازی کرده‌است می‌توان به باشگاه فوتبال گریمزبی تاون اشاره کرد.